# Aeroportul Rose Bay Water
Aeroportul Rose Bay Water (IATA: RSE, ICAO: YRAY) este un aeroport din Noul Wales de Sud, Australia ce deservește zona Sydney. A fost deschis în 4 august 1938.
aeroportul dispune de o singură pistă.